# Dirka po Sloveniji 2006
Dirka po Sloveniji 2006 je bila trinajsta izvedba Dirke po Sloveniji. To je bila etapna dirka UCI Europe Tour (2.1), ki je potekala od 8. do 11. junija 2006, v skupni dolžini 711 kilometrov.
Dirko je prvotno sicer osvojil Tomaž Nose, a su mu novembra 2006 zaradi nedovoljenih substanc zbrisali rezultate, oziroma bolj zaradi pomankljivo in nekorektno izpolnjene prijavnice, kar je bilo tretirano kot doping. Za tak prekršek je dobil menda nerazumno visoko kazen, 20 mesecev, a so mu jo naknadno pri mednarodnem razsodišču znižali na 6 mesecev. Ta informacija pa je prišla v javnost šele avgusta 2007, dva meseca prej pa je zmagal še drugo dirko Po Sloveniji, čigar rezultat je lahko obdržal.
Novi zmagovalec je tako postal sicer skupno drugouvrščeni Jure Golčer.
Borut Božič je bil najboljši po točkah (modra), Matej Gnezda na gorskih ciljih (pikčasta), Robert Kišerlovski je bil najboljši mladi kolesar z radler majico (bela) in ekipno Adria Mobil.

## Ekipe
Dirko je začelo 98 kolesarjev iz 13 ekip, od tega jo je končalo 93 kolesarjev.

### Pro Tour
- Lampre-Fondital
- Liquigas

### Pro Continental
- Acqua & Sapone
- Tenax–Salmilano
- Miche
- Androni Giocattoli–3C Casalinghi Jet

### Continental
- Perutnina Ptuj
- Sava
- Adria Mobil
- Radenska–PowerBar
- Amore & Vita–McDonald's
- PSK Whirlpool–Hradec Krlove

### Državna reprezentanca
- Avstrija

## Potek
Dirka je imela štiri etape in 4.100 metrov višinske razlike. Odločitev so pričakovali v 2. etapi-cilj na Sveti Gori ali kraljevski 3. etapi s ciljem na prelazu Vršič. Slovenski favoriti so bili Tadej Valjavec, Gorazd Štangelj (oba Lampre), Matej Mugerli (Liquigas), Jure Golčer, Mitja Mahorič, Matija Kvasina, Hrvoje Miholjević (Perutnina Ptuj), Miha Švab (Adria) med tujci, zmagovalec dirke 2005, Przemyeslav Niemiec (Miche). Favoriti za zaključne šprinte so bili Božič Klemenčič in Andrus Aug. 
Najbolj znan kolesar na dirki je bil Magnus Bäckstedt (Lampre), zmagovalec dirke Pariz-Roubaix in etape na Touru.

#### 1. etapa
Prva etapa je bila razgibana in se končala s šprintom glavnine. Kolesarji so vozili taktično, večjih pobegov ni bilo.

#### 2. etapa
Druga etapa odločila na zaklučnjem tri kilometrskem vzponu na Sveto Goro nad Novo Gorico. Najboljši je bil Tomaž Nose in ekipa Adria Mobil (med pet trije). Golčer je zaostal 8 sek., tretji Švab 38 sek. Zaostal je Niemiec, Valjavec, Mugerli. 

#### 3. etapa
Tretjo etapo s ciljem na Vršiču je zmagal Nose, drugi Golčer in tretji Niemiec. Zadnja etapa se je odločila s skupinskim šprintom. Drugič na dirki je zmagal Borut Božič. Trinajsto dirko po Sloveniji so sicer obvladali slovenske ekipe in kolesarji.

## Trasa in etape
| Etapa  | Datum     | Trasa                             | Dolžina | Disciplina | Disciplina      | Zmagovalec             |        |
| ------ | --------- | --------------------------------- | ------- | ---------- | --------------- | ---------------------- | ------ |
| 1      | 8. junij  | Lendava – Brežice                 | 214 km  |            | razgibana etapa | Borut Božič            |        |
| 2      | 9. junij  | Medvode – Sveta Gora, Nova Gorica | 183 km  |            | hribovska etapa | Jure Golčer Tomaž Nose |        |
| 3      | 10. junij | Nova Gorica – Vršič               | 158 km  |            | gorska etapa    | Jure Golčer Tomaž Nose |        |
| 4      | 11. junij | Grosuplje – Novo mesto            | 156 km  |            | razgibana etapa | Borut Božič            |        |
| Skupaj | Skupaj    | 711 km                            | 711 km  | 711 km     | 711 km          | 711 km                 | 711 km |

## Razvrstitev vodilnih
| Etapa          | Zmagovalec             | Skupno                 | Po točkah              | Gorski cilji           | Mladi kolesarji    | Ekipno          |
| -------------- | ---------------------- | ---------------------- | ---------------------- | ---------------------- | ------------------ | --------------- |
| 1              | Borut Božič            | Borut Božič            | Borut Božič            | Matej Gnezda           | Jure Žagar         | Lampre-Fondital |
| 2              | Jure Golčer Tomaž Nose | Jure Golčer Tomaž Nose | Borut Božič            | Matej Gnezda           | Miha Švab          | Adria Mobil     |
| 3              | Jure Golčer Tomaž Nose | Jure Golčer Tomaž Nose | Jure Golčer Tomaž Nose | Jure Golčer Tomaž Nose | Robert Kišerlovski | Adria Mobil     |
| 4              | Borut Božič            | Jure Golčer Tomaž Nose | Borut Božič            | Matej Gnezda           | Robert Kišerlovski | Adria Mobil     |
| Končni nosilci | Končni nosilci         | Tomaž Nose Jure Golčer | Borut Božič            | Matej Gnezda           | Robert Kišerlovski | Adria Mobil     |

## Končna razvrstitev
| Legenda | Legenda                      | Legenda | Legenda                          |
| ------- | ---------------------------- | ------- | -------------------------------- |
|         | Zmagovalec skupnega seštevka |         | Zmagovalec gorskih ciljev        |
|         | Zmagovalec po točkah         |         | Zmagovalec med mladimi kolesarji |

### Skupno
| Uvr. | Kolesar            | Ekipa           | Čas         |
| ---- | ------------------ | --------------- | ----------- |
| DSQ  | Tomaž Nose         | Adria Mobil     | 18h 11' 10" |
| 1.   | Jure Golčer        | Perutnina Ptuj  | + 27"       |
| 2.   | Przemysław Niemiec | Miche           | + 2' 21"    |
| 3.   | Robert Kišerlovski | Adria Mobil     | + 2' 37"    |
| 4.   | Matija Kvasina     | Perutnina Ptuj  | + 3' 26"    |
| 5.   | Radoslav Rogina    | Perutnina Ptuj  | + 3' 42"    |
| 6.   | Miha Švab          | Adria Mobil     | + 3' 44"    |
| 7.   | Tadej Valjavec     | Lampre-Fondital | + 3' 48"    |
| 8.   | Mitja Mahorič      | Perutnina Ptuj  | + 4' 13"    |
| 9.   | Gorazd Štangelj    | Lampre-Fondital | + 4' 59"    |
| 10.  | Valter Bonča       | Sava            | + 5' 06"    |

### Po točkah
| Uvr. | Kolesar            | Ekipa                   | Točke |
| ---- | ------------------ | ----------------------- | ----- |
| 1.   | Borut Božič        | Perutnina Ptuj          | 55    |
| DSQ  | Tomaž Nose         | Adria Mobil             | 50    |
| 2.   | Jure Golčer        | Perutnina Ptuj          | 40    |
| 3.   | Jure Zrimšek       | Aqua & Sapone           | 36    |
| 4.   | Andrus Aug         | Acqua & Sapone          | 32    |
| 5.   | Przemysław Niemiec | Miche                   | 30    |
| 6.   | Mattia Gavazzi     | Amore & Vita-McDonald's | 30    |
| 7.   | Gorazd Štangelj    | Lampre-Fondital         | 29    |
| 8.   | Robert Kišerlovski | Adria Mobil             | 26    |
| 9.   | Zoran Klemenčič    | Adria Mobil             | 25    |
| 10.  | Matija Kvasina     | Perutnina Ptuj          | 22    |

### Gorski cilji
| Uvr. | Kolesar           | Ekipa             | Točke |
| ---- | ----------------- | ----------------- | ----- |
| 1.   | Matej Gnezda      | Radenska Powerbar | 21    |
| DSQ  | Tomaž Nose        | Adria Mobil       | 20    |
| 2.   | Jure Golčer       | Perutnina Ptuj    | 12    |
| 3.   | Hrvoje Miholjević | Perutnina Ptuj    | 5     |
| 4.   | Grega Bole        | Sava              | 5     |
| 5.   | Blaž Mihovec      | Radenska Powerbar | 5     |

### Mladi kolesarji
| Uvr. | Kolesar            | Ekipa       | Čas         |
| ---- | ------------------ | ----------- | ----------- |
| 1.   | Robert Kišerlovski | Adria Mobil | 18h 13' 47" |
| 2.   | Miha Švab          | Adria Mobil | + 1' 07"    |
| 3.   | Eros Capecchi      | Liquigas    | + 2' 32"    |
| 4.   | Roman Kreuziger    | Liquigas    | + 3' 27"    |
| 5.   | Markus Eibegger    | Austria     | + 5' 29"    |

### Ekipno
| Uvr. | Ekipa                          | Čas         |
| ---- | ------------------------------ | ----------- |
| 1.   | Adria Mobil                    | 54h 40′ 15″ |
| 2.   | Perutnina Ptuj                 | + 1′ 03″    |
| 3.   | Liquigas                       | + 16′ 47″   |
| 4    | Sava                           | + 17′ 58″   |
| 5.   | Lampre-Fondital                | + 19′ 12″   |
| 6.   | Radenska Powerbar              | + 20′ 27″   |
| 7.   | Acqua & Sapone - Caffè Mokambo | + 24′ 43″   |
| 8.   | PSK Whirlpool Hradec Kralove   | + 25′ 50″   |
| 9.   | Avstrija                       | + 25′ 54″   |
| 10.  | Tenax Salmilano                | + 26′ 31″   |

## Zabeležke
1. 1 2 3 4 5 6 7 8 9  Rezultat Tomaž Noseta (prvotnega zmagovalca) je bil Novembra 2006 izbrisan zaradi dopinga.